# Bezděkov, Klatovy
Bezděkov là một làng thuộc huyện Klatovy, vùng Plzeňský, Cộng hòa Séc.

## Tập ảnh

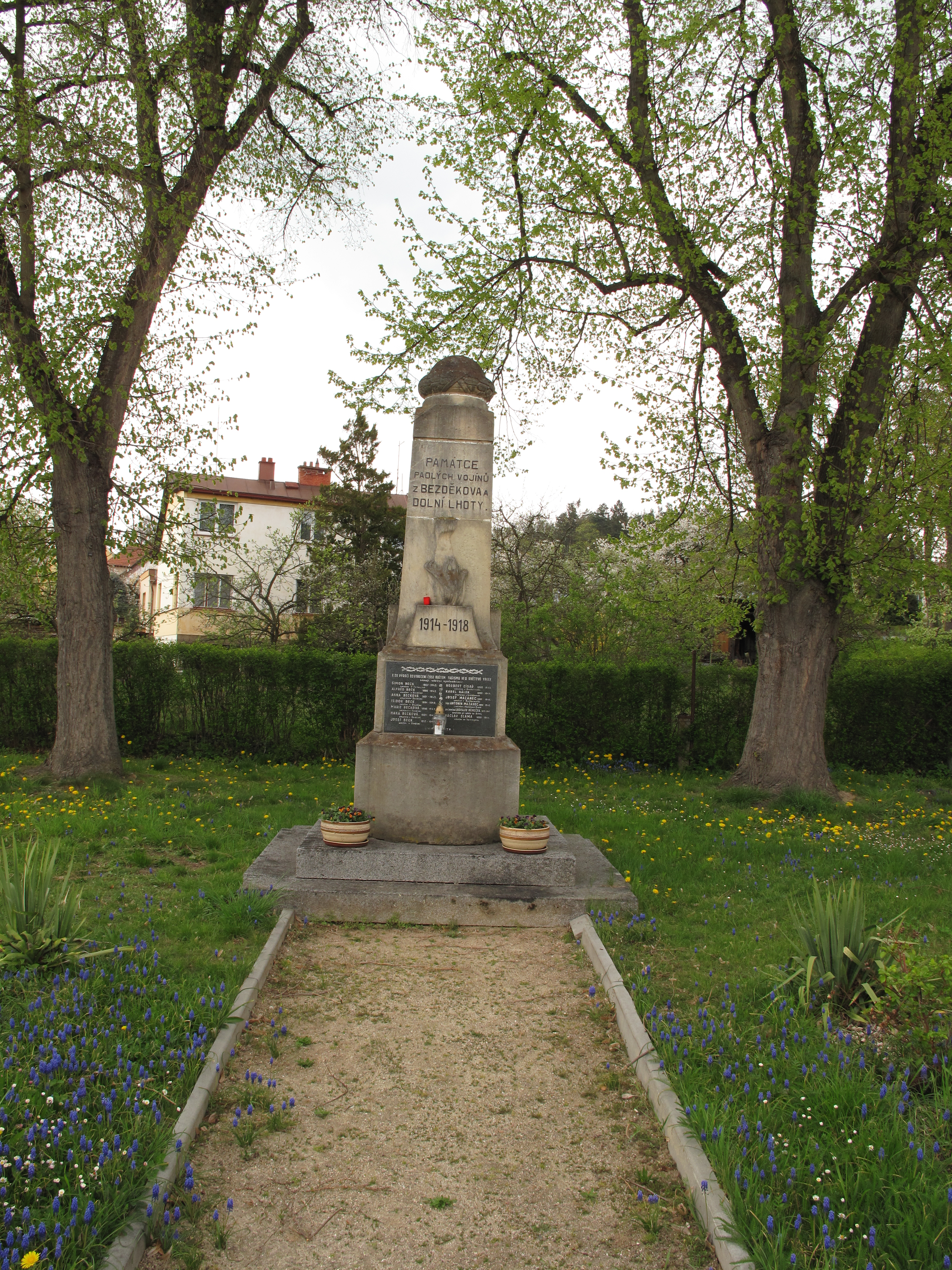
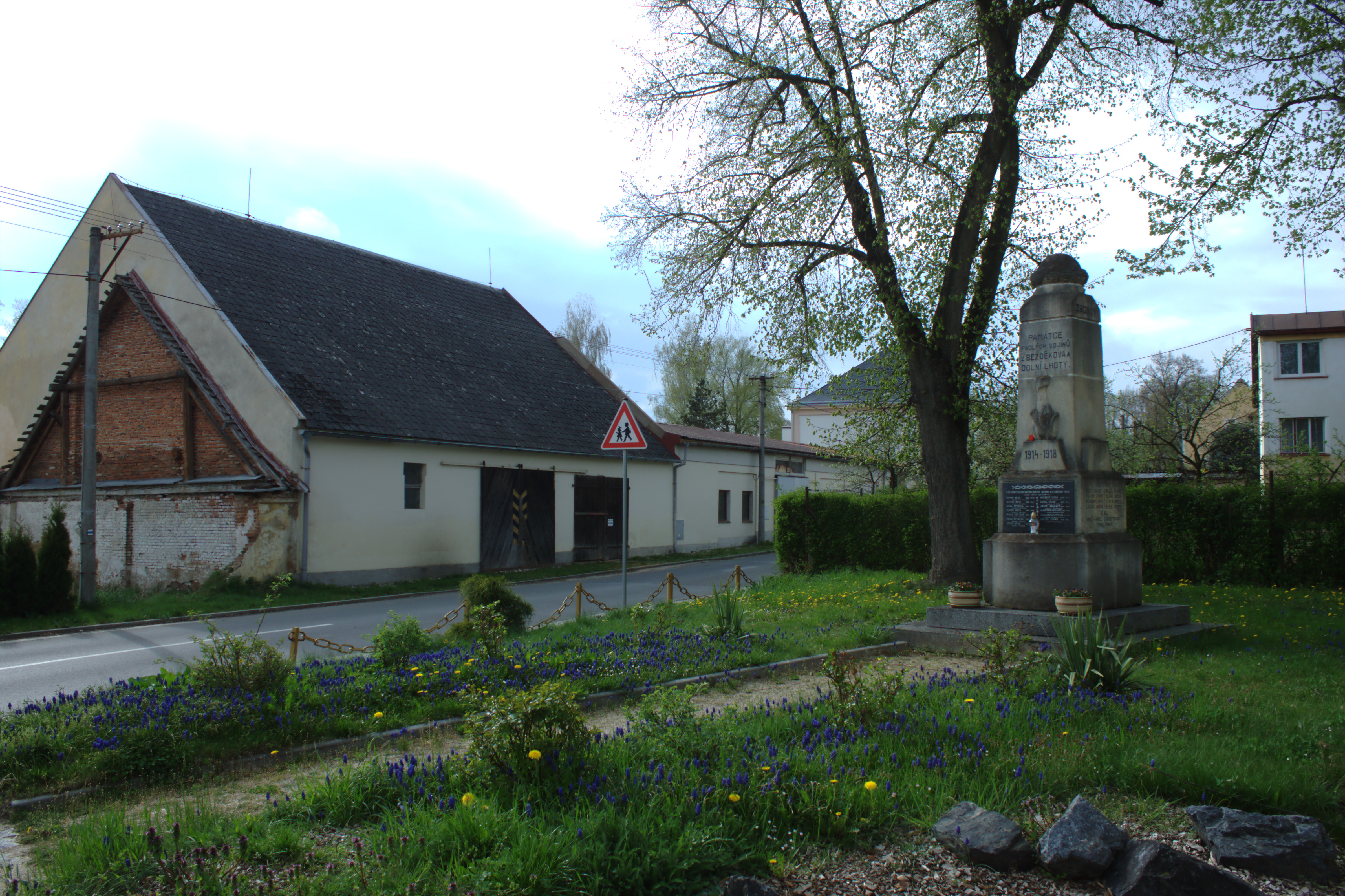